# Bernat Pujol
|  | Pel que fa al canonge de la Seu de Tarragona al segle xiv, vegeu Bernat Pujol (canonge). |

Bernat Pujol va ser un religiós i professor universitari rossellonès que visqué a cavall dels segles xvi i xvii
Era canonge de Sant Joan de Perpinyà quan, el 1596, es doctorà en teologia a la universitat de Perpinyà, institució d'on en seria professor, i rector els anys 1604 i 1609. Quan era canonge d'Elna, el 1608 publicà un tractat sobre l'adoració a l'Eucaristia, que publicà a la capital del Rosselló. Contribuí econòmicament a la construcció d'un retaule de marbre blanc per a l'altar de la catedral de Perpinyà.

## Obres
Pujol, Bernardo. De sacro adorationis cultu disputationes quatuor.  Perpinianesium oppido: Bartholomei Mas, 1608. Enllaç al text